# Nia Vallis
La Nia Vallis è una struttura geologica della superficie di Marte.